# Überfall der Ogalalla
Überfall der Ogalalla (Originaltitel: Western Union) ist ein US-amerikanischer Western des aus Österreich stammenden Regisseurs Fritz Lang aus dem Jahr 1941, der auf dem Roman Der singende Draht (Originaltitel: Western Union) von Zane Grey basiert.

## Handlung
Amerika im Jahr 1861: Vance Shaw ist auf der Flucht. Unterwegs verliert er sein Pferd und muss die Flucht zu Fuß fortsetzen. Er begegnet einem Mann und beschließt, dessen Pferd zu stehlen. Doch als er sieht, dass der Mann verwundet ist, lässt er sein Vorhaben fallen. Vance hilft dem Verletzten, der Leiter der Telegrafen-Installation ist und Edward Creighton heißt.
Von seinen Verletzungen geheilt, heuert Creighton einige Leute, darunter auch Vance, an, um die Arbeit an den Leitungen fortzusetzen. Bei der Arbeit wird der Trupp von Indianern der Oglala, einem Lakotastamm, angegriffen, einer der Männer wird getötet. Vance verfolgt die Angreifer und findet heraus, dass es Weiße sind, die sich als Indianer verkleidet haben. Unter ihnen sind auch einige frühere Freunde von Vance. Der Anführer der Gruppe, Jack Slade, erzählt Vance, dass sie für die Konföderierten arbeiten. Sie sollen die Telegrafengesellschaft Western Union stören, weil diese der feindlichen Union hilft.
Als Vance wieder bei seiner Arbeitstruppe ist, wird diese abermals von (betrunkenen) Indianern überfallen. Vance ringt mit einem Indianer, der ein Fernrohr stehlen will. Der Indianer wird von Richard Blake, einem Ingenieur, daraufhin angeschossen. Die Männer erfahren, dass auch ihr Hauptcamp angegriffen wird. Sie eilen zurück, um den Angriff abzuwehren, doch die Indianer stehlen ihnen ihre Pferde.
Die Armee erreicht die Stadt und meldet Creighton, dass der Indianerhäuptling der Ogalalla sich entgegen einer früheren Vereinbarung nun weigere, die Telegrafenlinie durch sein Land bauen zu lassen, weil sein Sohn von einem Weißen verwundet worden sei. Im Weiteren beteuerten die Indianer, zu den Überfällen von weißen Deserteuren mittels Alkohol angestiftet worden zu sein. Vance bekommt währenddessen die Nachricht, dass sich Slade noch einmal mit ihm treffen will. Auf dem Weg zum Treffpunkt wird er von Slades Männern gefangen genommen. Slade teilt ihm mit, dass seine Männer das Western-Union-Camp niederbrennen wollen. Vance soll dabei nicht eingreifen können. Nachdem Slade und seine Männer weg sind, kann sich Vance befreien, aber er kommt zu spät. Bei der Rettung mehrerer Männer erleidet er Verbrennungen an den Händen.
Nach den Löscharbeiten will Creighton, dass Vance alles erzählt, was er weiß. Doch Vance weigert sich und wird daraufhin entlassen. Bevor er das Lager verlässt, sucht er Blake auf und gesteht ihm, dass Slade sein Bruder sei und er die Bande nun aufhalten wolle. Vance reitet in die Stadt, um Slade zu finden. Es kommt zu einer Schießerei mit Slade, wobei Vance von den Brandwunden an seinen Händen behindert wird. Es gelingt ihm, einige Bandenmitglieder zu töten, er wird aber dann selbst von seinem Bruder erschossen. Blake indessen ist Vance gefolgt und nimmt den Kampf auf. Er kann Slade so schwer verwunden, dass dieser kurz darauf stirbt. Zum Schluss können die Männer der Western Union die Fertigstellung der Telegrafenlinie feiern. Creightons Schwester Sue trauert um Vance Shaw.

## Hintergrund
Gedreht wurde im House Rock Canyon in Arizona sowie im Zion National Park in Utah. Der Film war die zweite Arbeit an einem Western für Fritz Lang. Sein erster Western Rache für Jesse James entstand ein Jahr vorher. Insgesamt war es der sechste Film, den Lang in den USA drehte.
Lang zitierte gerne einen Brief, in dem ihm ehemalige Gleisarbeiter bestätigten, sie hätten den alten Westen noch nie so authentisch abgebildet gesehen wie in Überfall der Ogalalla. Gleichzeitig zeigte Lang sich über dieses Kompliment verwundert, da er die Handlung um den Bau der Telegrafenlinie fiktionalisiert hatte und die Indianerüberfälle auf diese komplett erfunden hatte: „In Wirklichkeit war der für den Bau der Telegraphenlinie hauptverantwortliche Mann verheiratet und hatte sieben Kinder – ich machte aus ihm einen Junggesellen mit einer Liebesgeschichte. In Wirklichkeit gab es beim Bau der Linie kaum grosse Schwierigkeiten – wenn man davon absieht, dass sich die Büffel das Fell mit Vorliebe an den Telegraphenmasten rieben, sodass viele Masten bald wieder umfielen.“

## Drehorte und Drehzeit
- Zion National Park, Utah, USA
- House Rock Canyon, Arizona, USA
- Kanab, Utah, USA
- 20th Century Fox Studios - 10201 Pico Boulevard, Century City, Los Angeles, Kalifornien, USA

Drehdauer: September 1940 – 28. November 1940 (58 Tage) und 6. Dezember 1940 – 13. Dezember 1940 (8 Tage)

## Kritiken
Der film-dienst bezeichnete den Film als einen „[m]it Routine und deutlicher Freude an den gängigen Zutaten des Genres unterhaltsam inszenierte[n] Western, der in Details durchaus die autorielle Handschrift Fritz Langs erkennen läßt: Auf der Erzählebene ist es ein unlösbarer Loyalitätskonflikt, auf der optischen sind es die Korrespondenzen zwischen den Kreuzen von Telegrafenmasten und Gräbern sowie die eigentümliche Enge der Räume und Landschaften, die eigentlich das Genre konterkariert.“
Phil Hardy merkte in The Encyclopedia of Western Movies an, dass der Film in einer Weise fotografiert sei, die die „Flachheit der Farbe“ vermeide, durch die viele frühe Technicolor-Filme geprägt seien. Er habe einen „fatalistischen Tonfall“ wie viele von Langs Filmen. Der Evangelische Filmbeobachter zog das Fazit: „Ein Western aus Fritz Langs amerikanischer Zeit, der neben bewegten Kampfszenen auch reich an komischen Effekten ist.“
Enno Patalas bemerkte, dass Western Union der einzige Film von Lang sei, in dem ein „offener, ebener Raum eine fürs Ganze konstitutive Rolle spielt“.

## Trivia
- Ursprünglich war Laird Cregar in diesem Film für eine unbestimmten Rolle (möglicherweise der von Doc Murdoch) vorgesehen, konnte den Film jedoch aufgrund eines unvollendeten anderen Projekts nicht drehen. Er wurde durch George 'Gabby' Hayes ersetzt, der dann aber erkrankte, und seinerseits ersetzt wurde.
- In der Studio-Werbung hieß es, dass Fox-Vertragsstar Henry Fonda aufgrund seiner Erfahrung als Leitungsmonteur als technischer Berater für den Film fungiert hätte. Fondas „technische Beratungskapazität“ war mit Sicherheit eine Werbefiktion. Jedenfalls wurde Fonda in den Credits nicht genannt.
- Die 5.000 Dollar, die die Western Union 1860 für den Rückkauf ihrer eigenen gestohlenen Pferde gezahlt hat, entsprächen, unter Berücksichtigung der Inflation, mehr als 141.000 USD (Stand 2019).
- Die erste transkontinentale Telegraphenleitung wurde am 24. Oktober 1861 fertiggestellt und verband das bestehende Netzwerk im Osten der Vereinigten Staaten über eine Verbindung zwischen Omaha, Nebraska und Carson City, Nevada, über Salt Lake City mit einem kleinen Netzwerk in Kalifornien. Es war ein Meilenstein in der Elektrotechnik sowie der Entstehung der Vereinigten Staaten von Amerika. Es war in erster Linie das Werk der 1851 gegründeten, und 1956 mit anderen Firmen fusionierten, Western-Union-Telegraphenfirma (Western Union Telegraph Company).
- Als er in Omaha ankam, ließ Richard Blake (Robert Young) einen Fremden auf sein Pferd und seinen Wagen aufpassen, bevor er ein Gebäude betrat. Als Blake wieder rauskommt, beschimpft ihn der Mann und sagt, er sei der provisorische Gouverneur des Territoriums von Nebraska. Basierend darauf, dass dies im Jahr 1860 passierte, als die Transkontinentale Telegrafenleitung gebaut wurde, müsste dieser Mann Samuel Watson Black darstellen, der dann am 27. Juni 1862 während des Amerikanischen Bürgerkriegs getötet wurde.
- Der Koch im Film möchte nach Saint Joseph, MO (Missouri), zurückkehren. Eine interessante Randnotiz ist, dass der Startpunkt des Pony Express in St. Joseph lag, und im Wesentlichen von Transcontinental Telegraph beseitigt wurde, angeführt von der Western Union.[8]